# Aartsbisdom Hermosillo
Het aartsbisdom Hermosillo (Latijn: Archidioecesis Hermosillensis) is een rooms-katholiek aartsbisdom met als zetel Hermosillo, hoofdstad van de Mexicaanse deelstaat Sonora. De aartsbisschop van Hermosillo is metropoliet van de kerkprovincie Hermosillo, waartoe ook de volgende suffragane bisdommen behoren:
- Ciudad Obregón
- Culiacán
- Nogales

## Geschiedenis
Het aartsbisdom werd opgericht op 7 mei 1779, als het bisdom Sonora, uit delen van het bisdom Durango, en was suffragaan aan het aartsbisdom México. Op 26 januari 1863 wisselde het van kerkprovincie en werd suffragaan aan het nieuw verheven aartsbisdom Guadalajara. Op 23 juni 1891 wisselde het opnieuw van kerkprovincie en werd suffragaan aan het nieuw verheven aartsbisdom Durango. Op 22 november 1958 wisselde het voor een derde keer van kerkprovincie en werd suffragaan aan het nieuw verheven aartsbisdom Chihuahua. Op 1 september 1959 veranderde het van naam naar bisdom Hermosillo. Op 13 juli 1963 werd het verheven tot metropolitaan aartsbisdom.

## Parochies
Het aartsbisdom had in 2021 een oppervlakte van 36.991 km2 en telde 905.000 inwoners waarvan 84,7% rooms-katholiek was.

## Ordinarii

### Bisschoppen
- Antonio María de los Reyes Almada (11 december 1780 - 6 maart 1787)
- José Joaquín Granados y Gálvez (10 maart 1788 - 21 februari 1794)
- Damían Martínez de Galinzoga (21 februari 1794 - 18 december 1795)
- Francisco Rousset de Jesús y Rosas (24 juli 1797 - 29 december 1814)
- Bernardo Martínez y Ocejo (14 april 1817 - 23 juli 1825)
- Angel Mariano de Morales y Jasso (2 juli 1832 - 24 februari 1836)
- José Lázaro de la Garza y Ballesteros (19 mei 1837 - 30 september 1850)
- Pedro José de Jesús Loza y Pardavé (18 maart 1852 - 22 juni 1868)
  - Juan Francisco Escalante y Moreno (hulpbisschop: 23 maart 1855 - 2 april 1872)
- Gil Alamán y García Castrillo (22 juni 1868 - 8 januari 1869)
- José de Jesús María Uriarte y Pérez (25 juni 1869 - 9 augustus 1883)
- Jesús María Rico y Santoyo (9 augustus 1883 - 11 augustus 1884)
- Herculano López de la Mora (26 mei 1887 - 6 april 1902)
- Ignacio Valdespino y Díaz (15 september 1902 - 10 januari 1913)

### Aartsbisschoppen
- Juan María Navarrete y Guerrero (24 januari 1919 - 13 augustus 1968)
- Carlos Quintero Arce (18 augustus 1968 - 20 augustus 1996; coadjutor sinds 3 maart 1966)
- José Ulises Macías Salcedo (20 augustus 1996 - 26 april 2016)
- Ruy Rendón Leal (26 april 2016 - heden)

Hermosillo (aartsbisdom) · Ciudad Obregón · Culiacán · Nogales